# Dinard
Dinard település Franciaországban, Ille-et-Vilaine megyében. Lakosainak száma 10 407 fő (2022. január 1.). Dinard Pleurtuit, La Richardais és Saint-Lunaire községekkel határos.

## Fekvése
A Rance nyugati oldalán, Saint-Malóval szemben, a folyó torkolatának nyugati végén fekvő "nemzetközi klasszisú" fürdőhely.

## Leírása

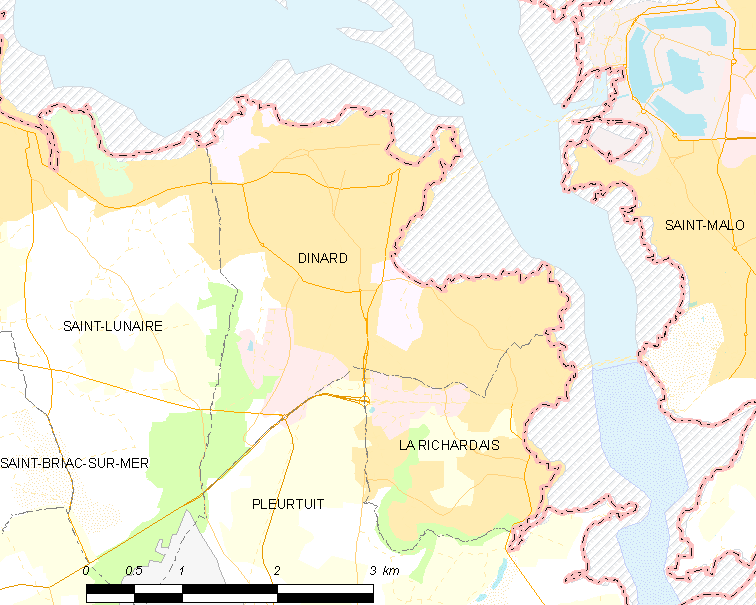
Dinard a térképen

Dinard és Saint-Malo szinte egymás tökéletes ellentéte, ugyanakkor ki is egészítik egymást. Míg Szent-Maloban, a kalózok városában minden kőhöz történelmi emlék tapad, addig itt minden a luxust szolgálja. Dinard Bretagne legmodernebb fürdőhelye: hét kilométer hosszú parti sétányával, másfél km. távolságon belüli két  (kissé melegített) tengervizes uszodájával és két óriási "plage"jával, két kaszinójával. Terein és virágos utcáin fényűző szállodák és pompás villák sorakoznak. A vidék klímájából kifolyólag valósággal délszaki itt a növényzet, és a parkokban módjával egzotikus virágok is megmaradnak. Az esősebb napokra Dinardban p
Pünkösdtől szeptember végéig nyitva tart az "Aquarium és a Tenger múzeuma, ahol a sósvizek faunájának érdekes példányai mellett főképp a breton hajózás emlékei láthatók.

## Galéria

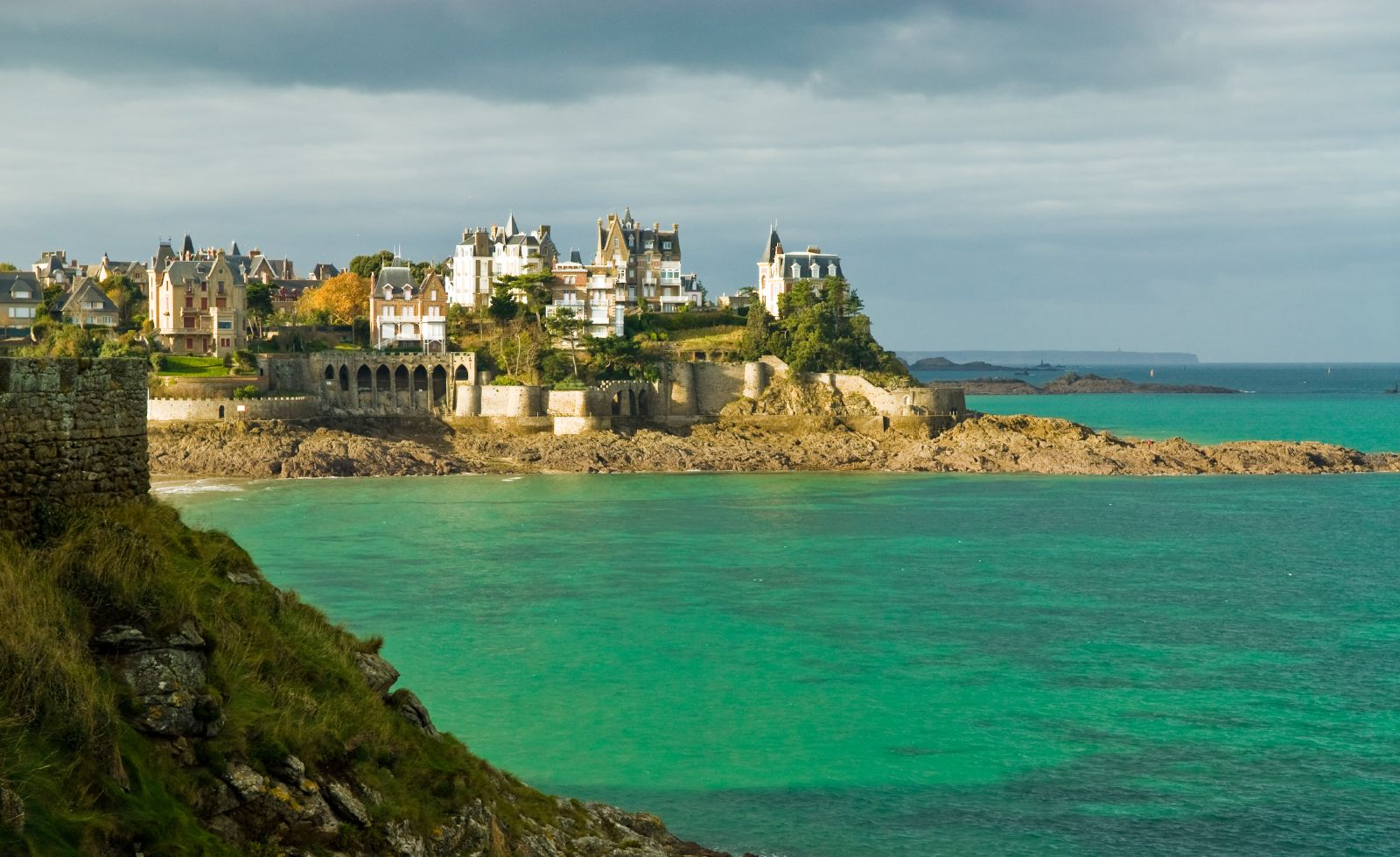
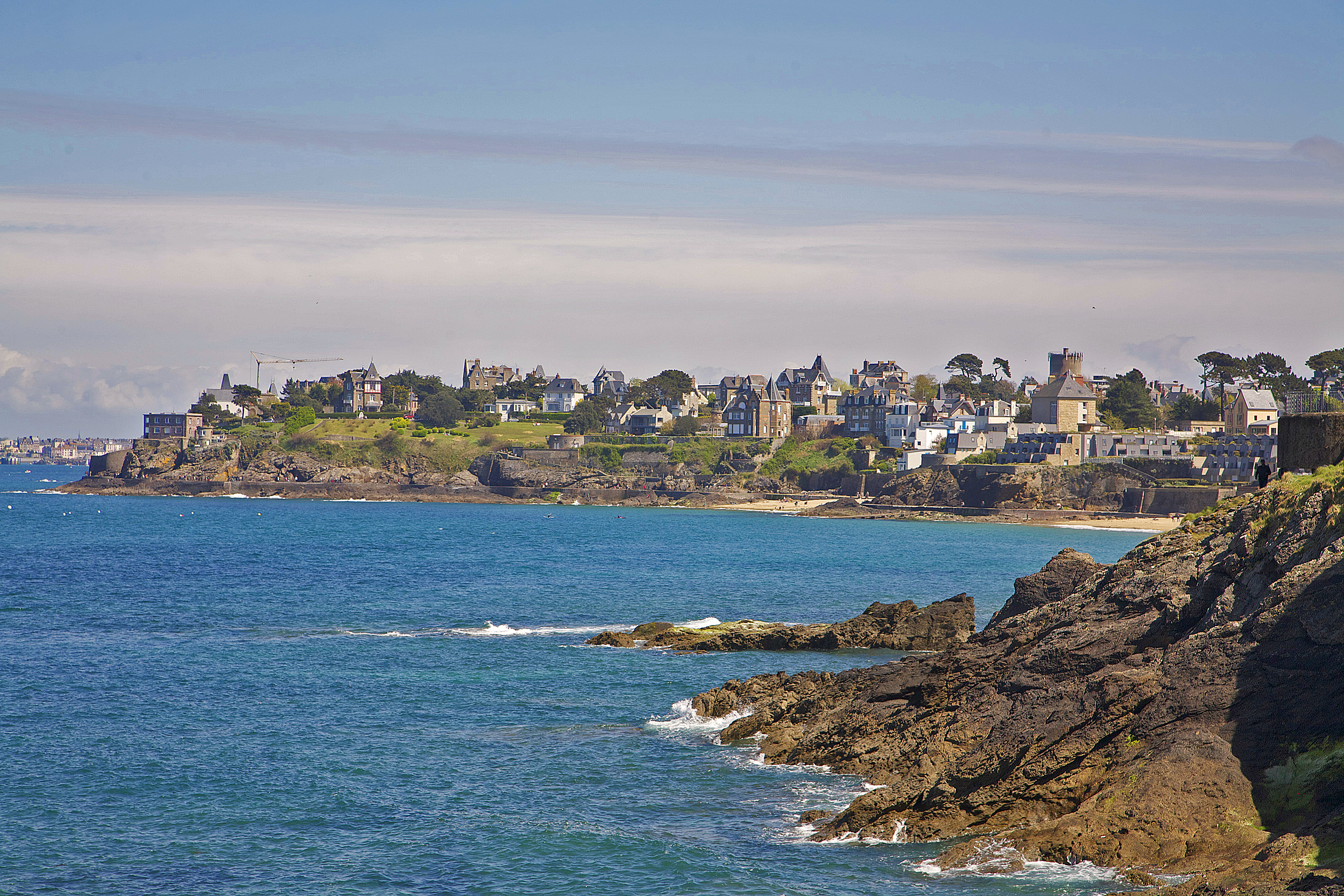
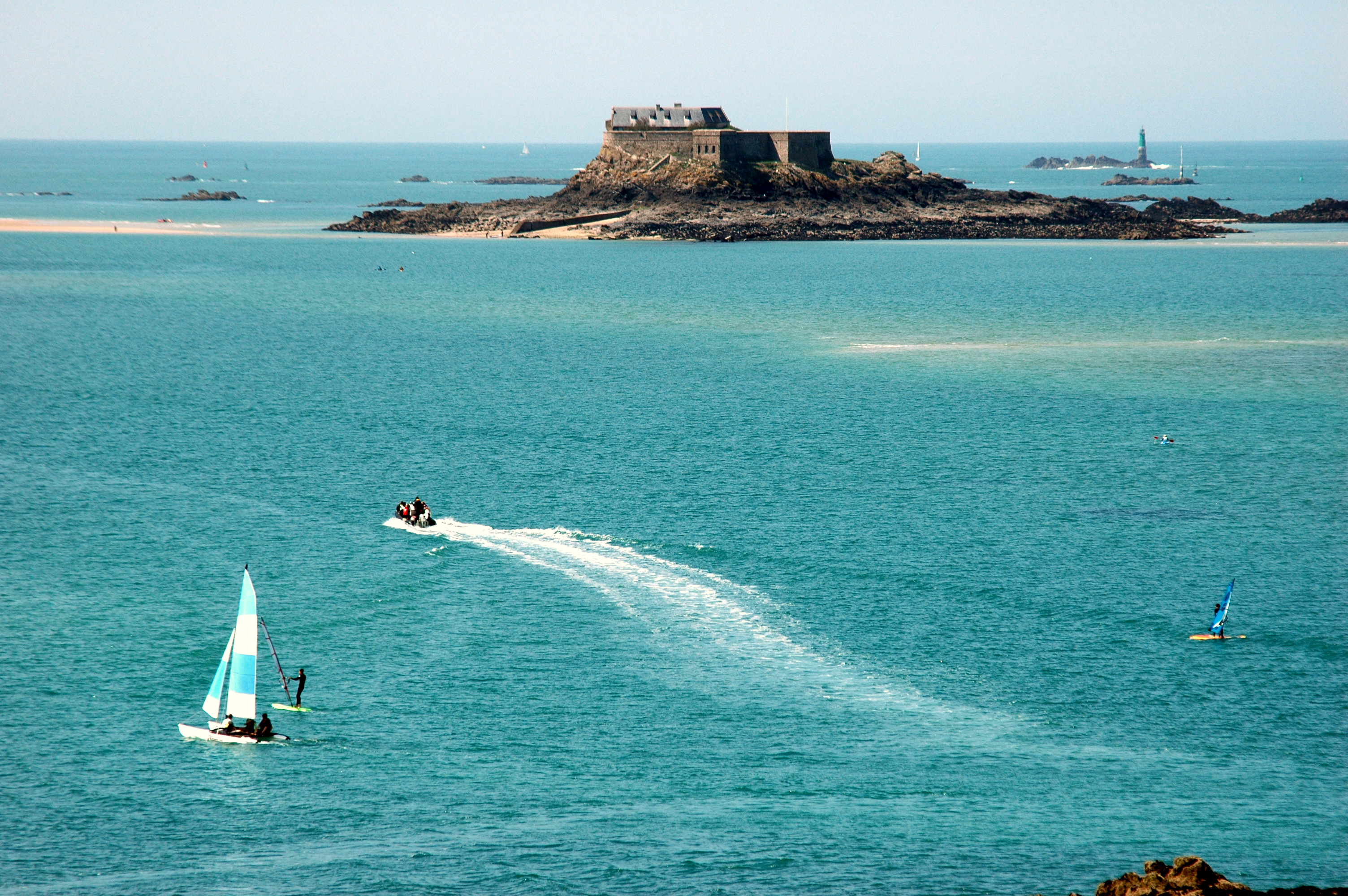
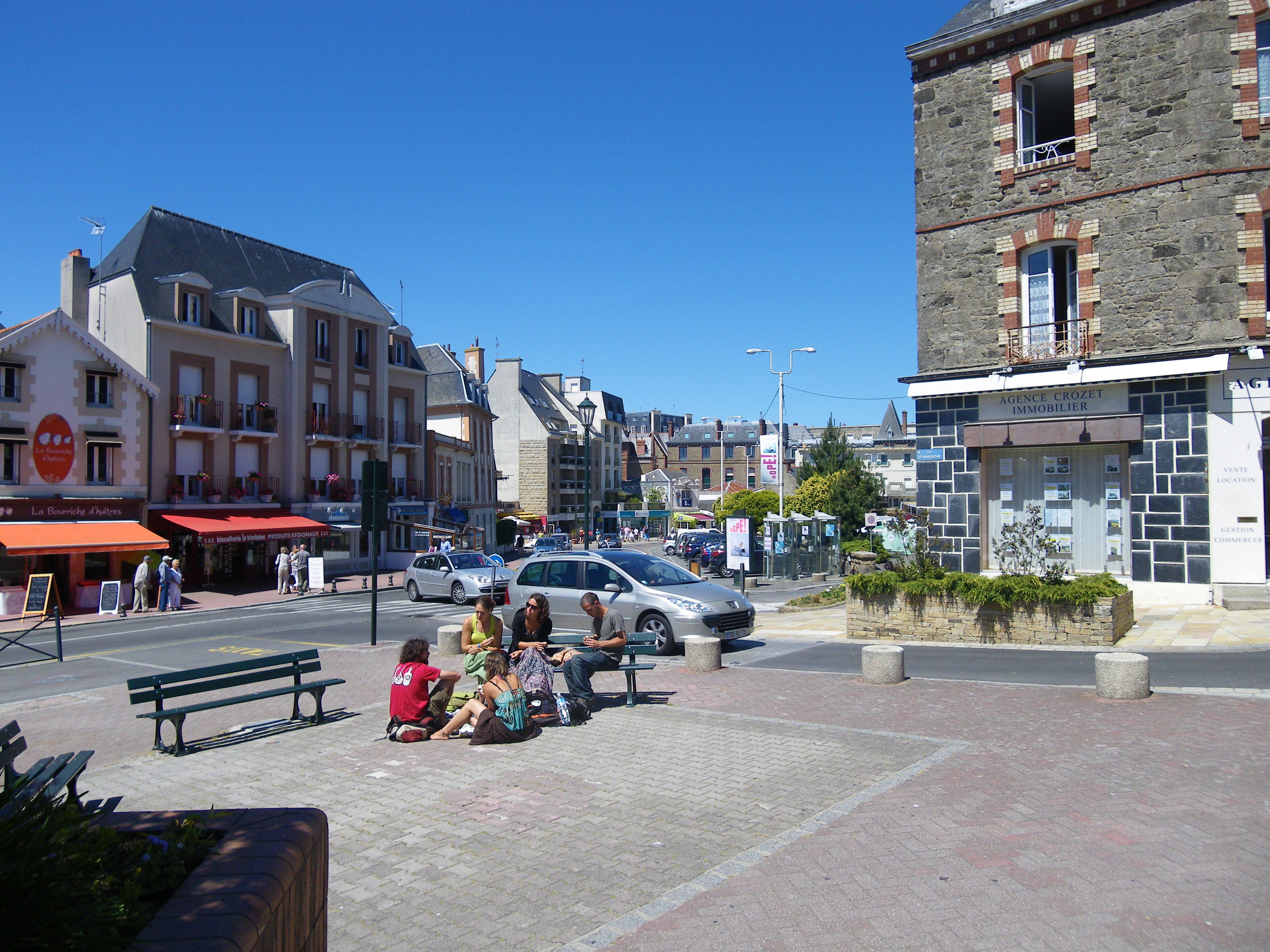
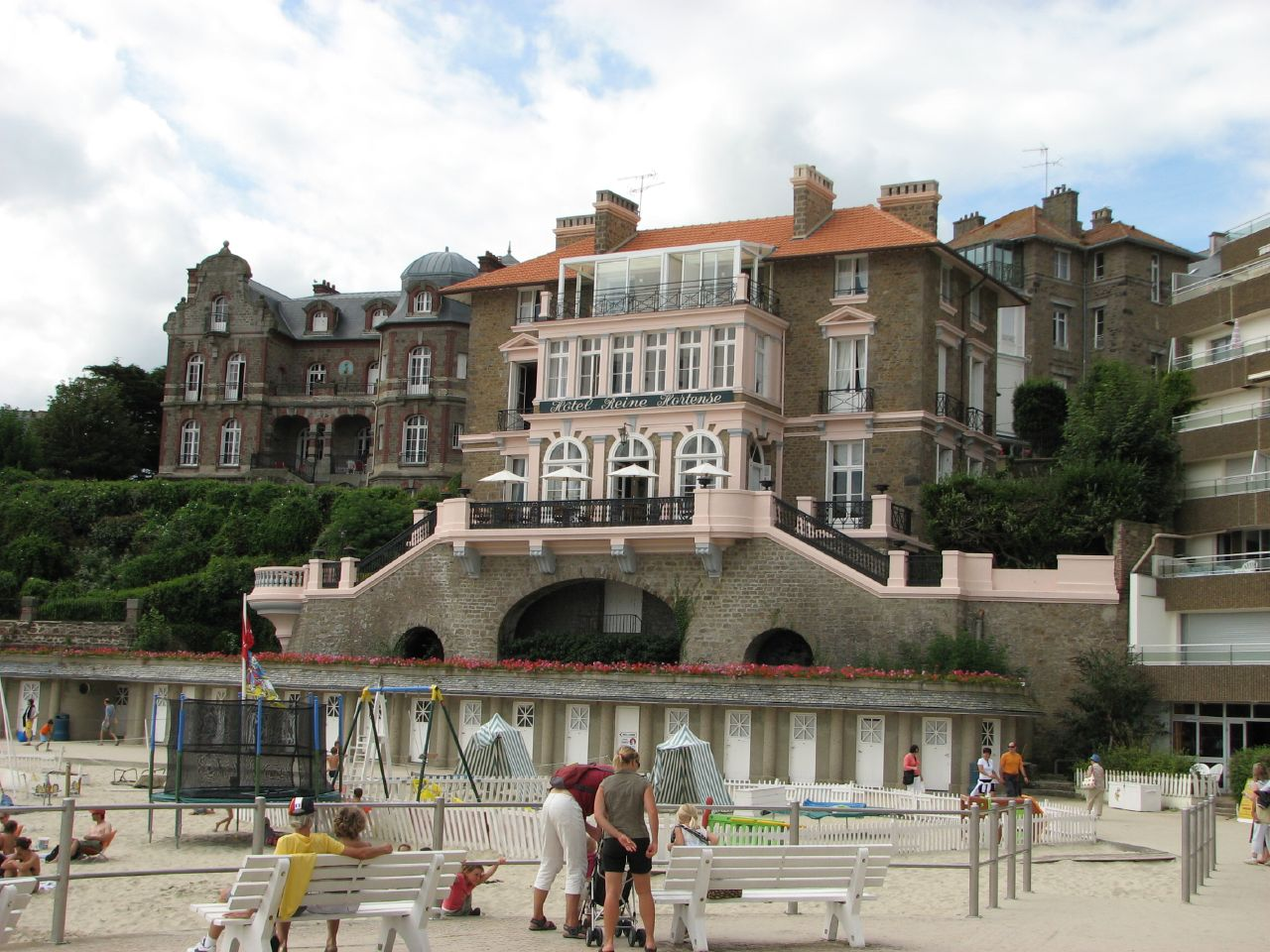
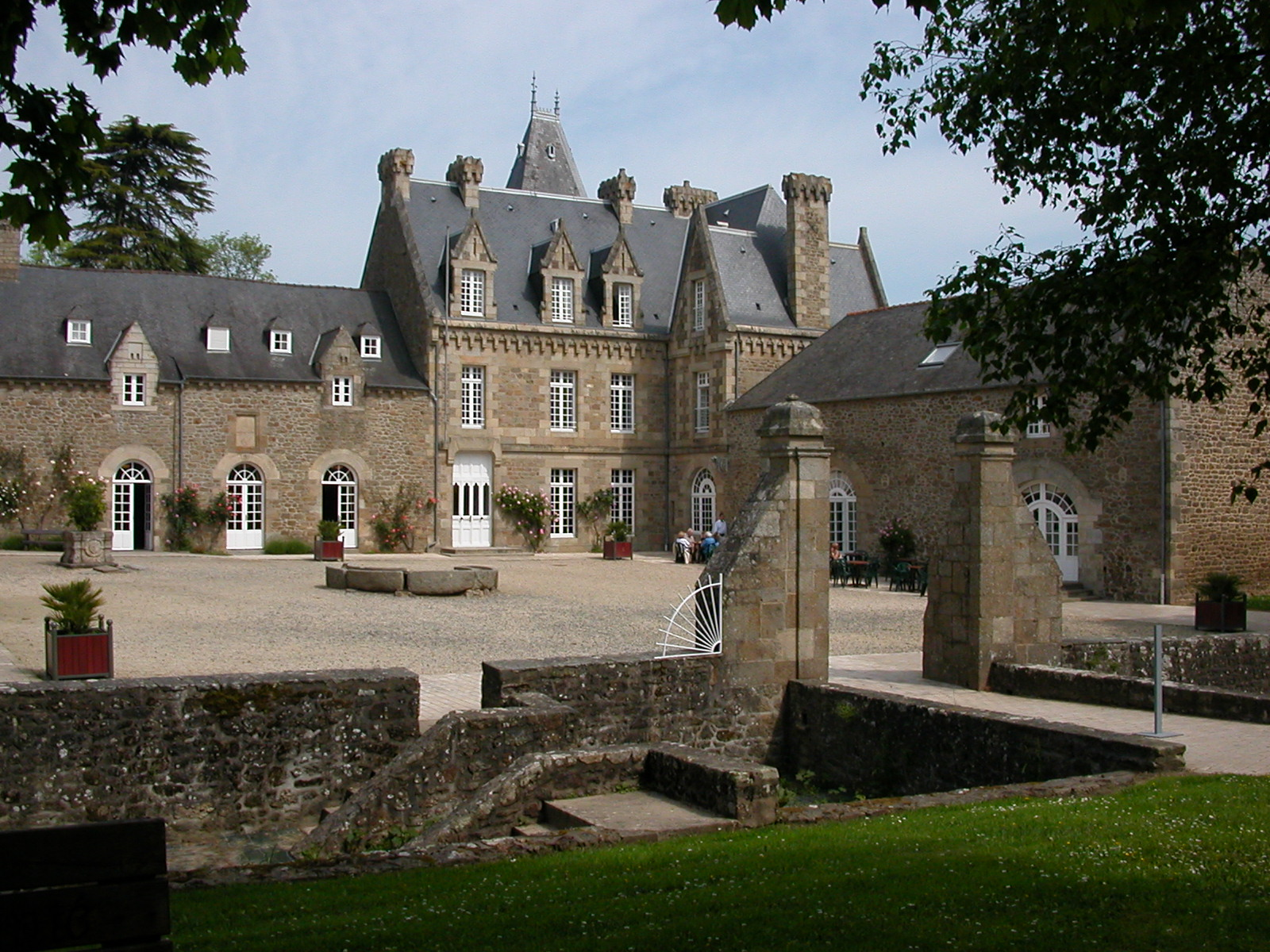
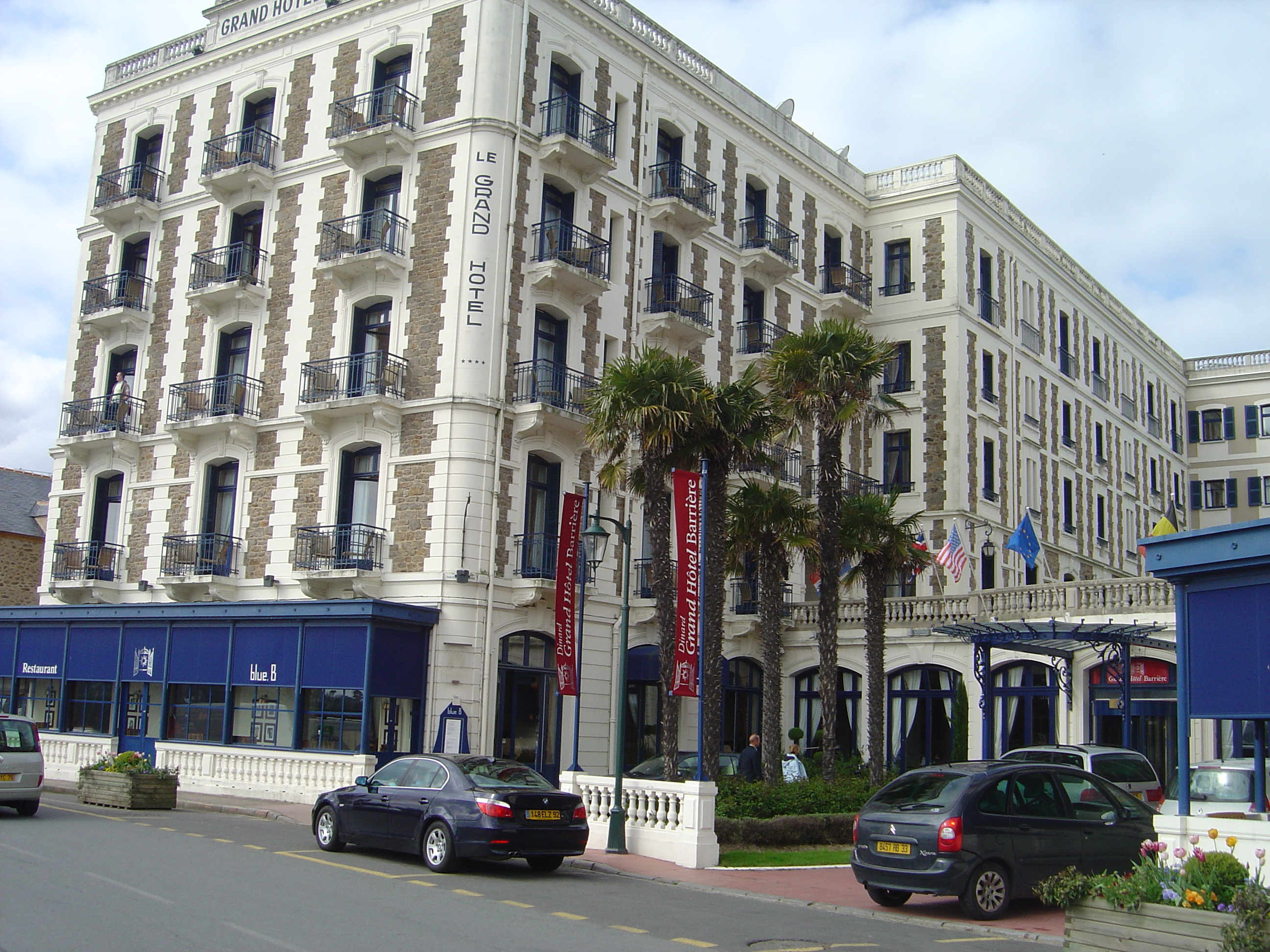
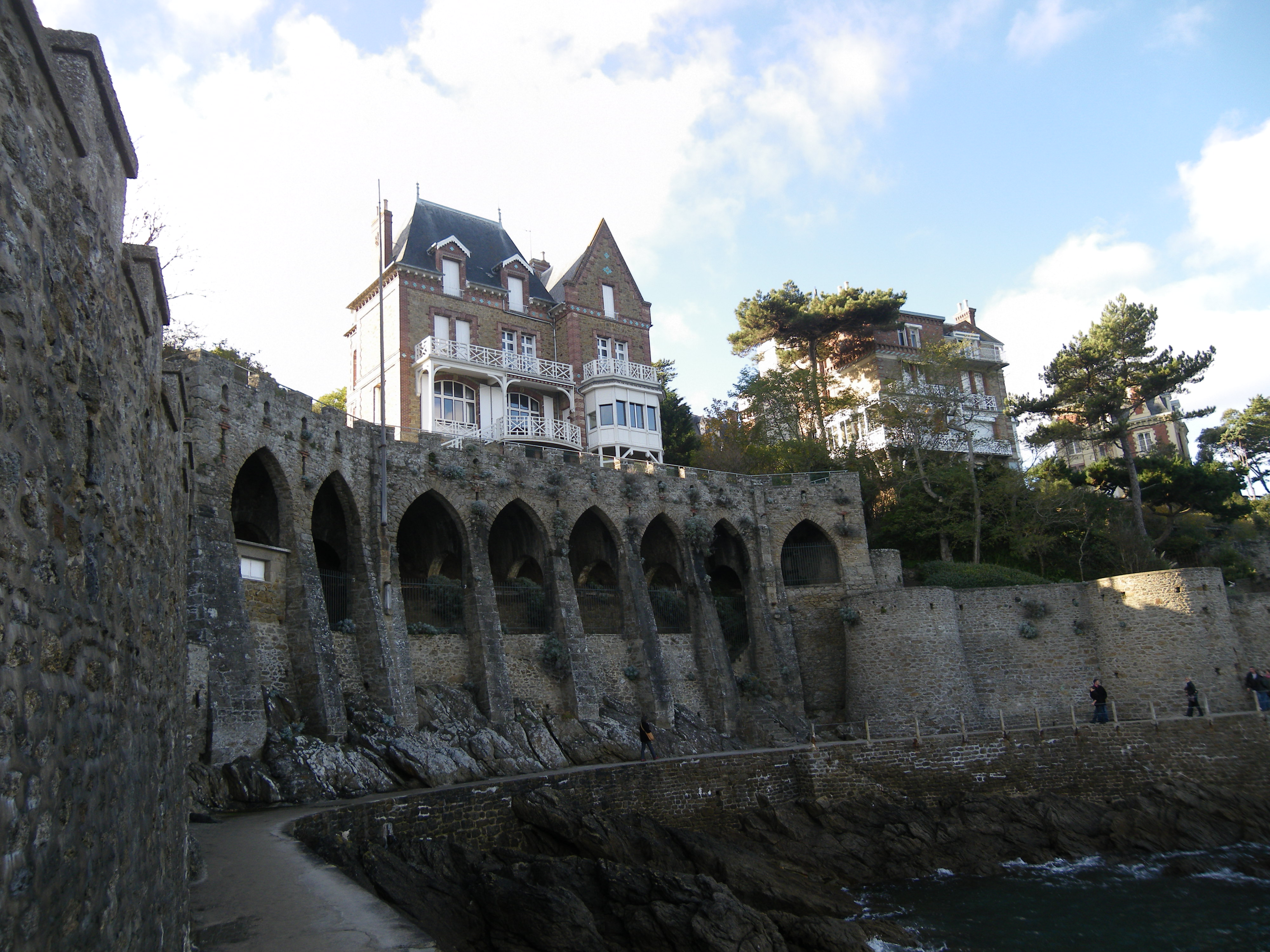
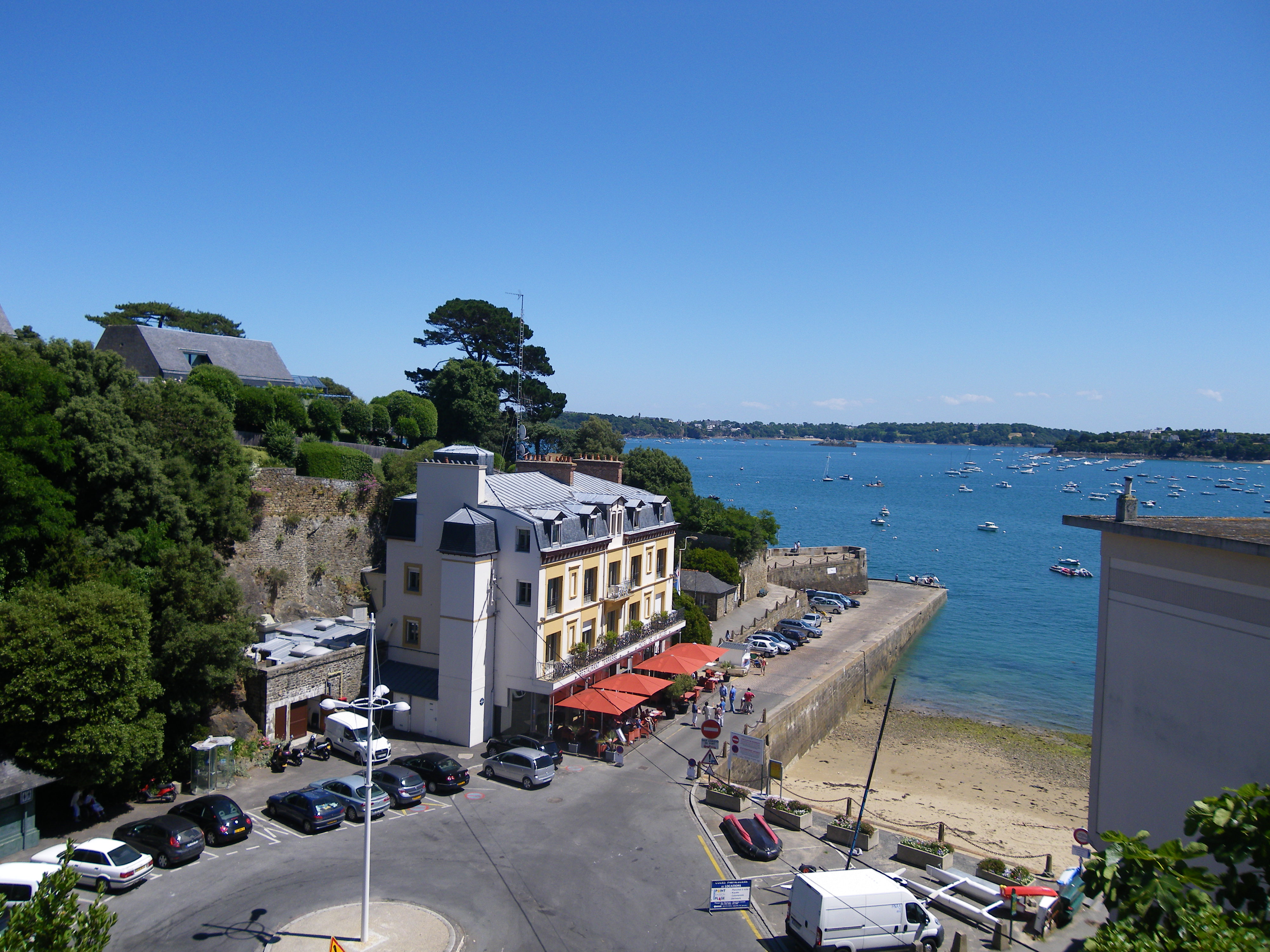
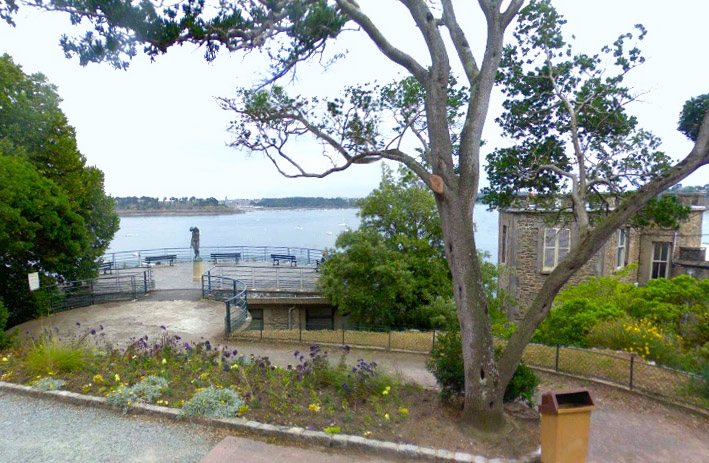
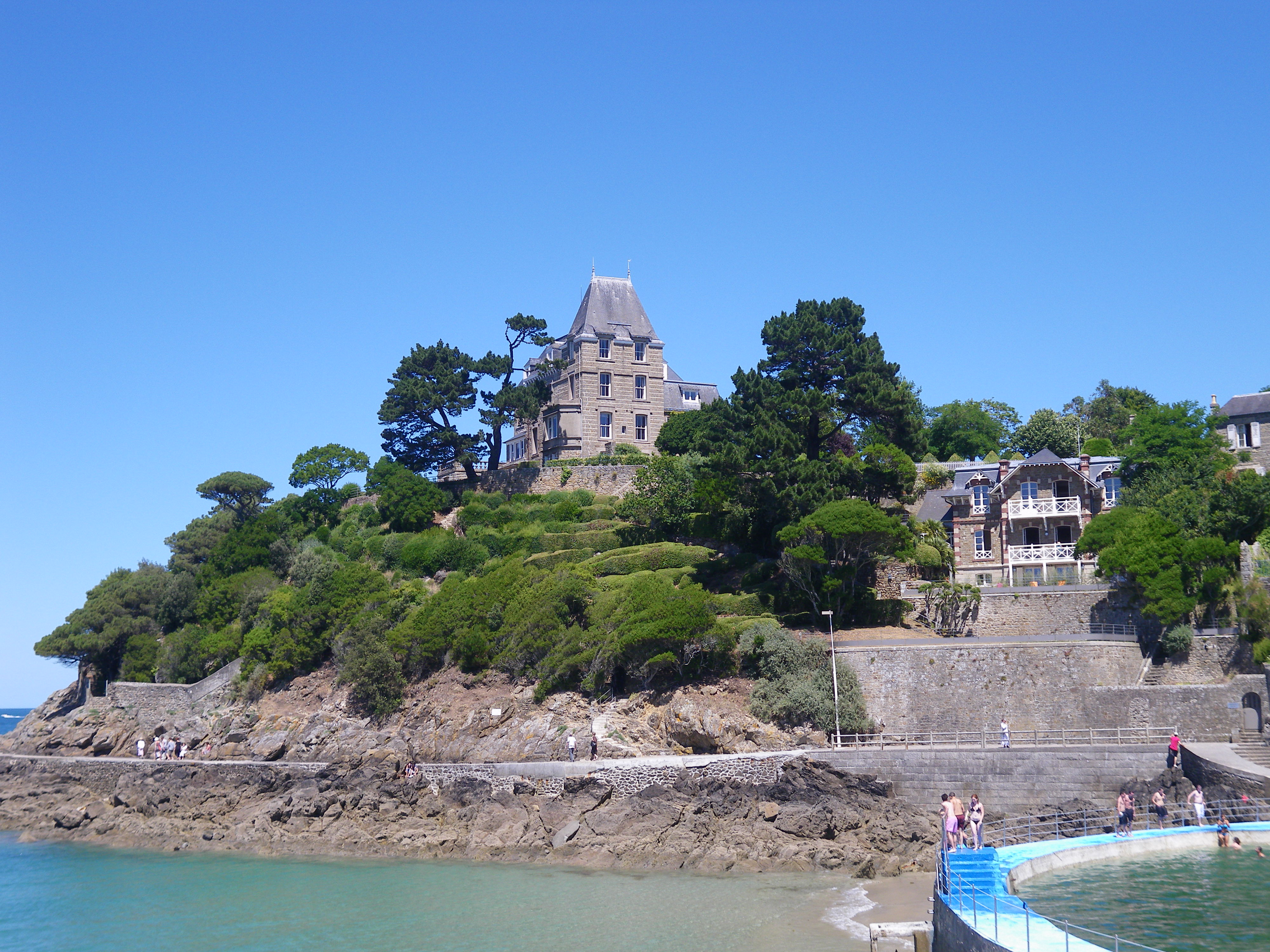
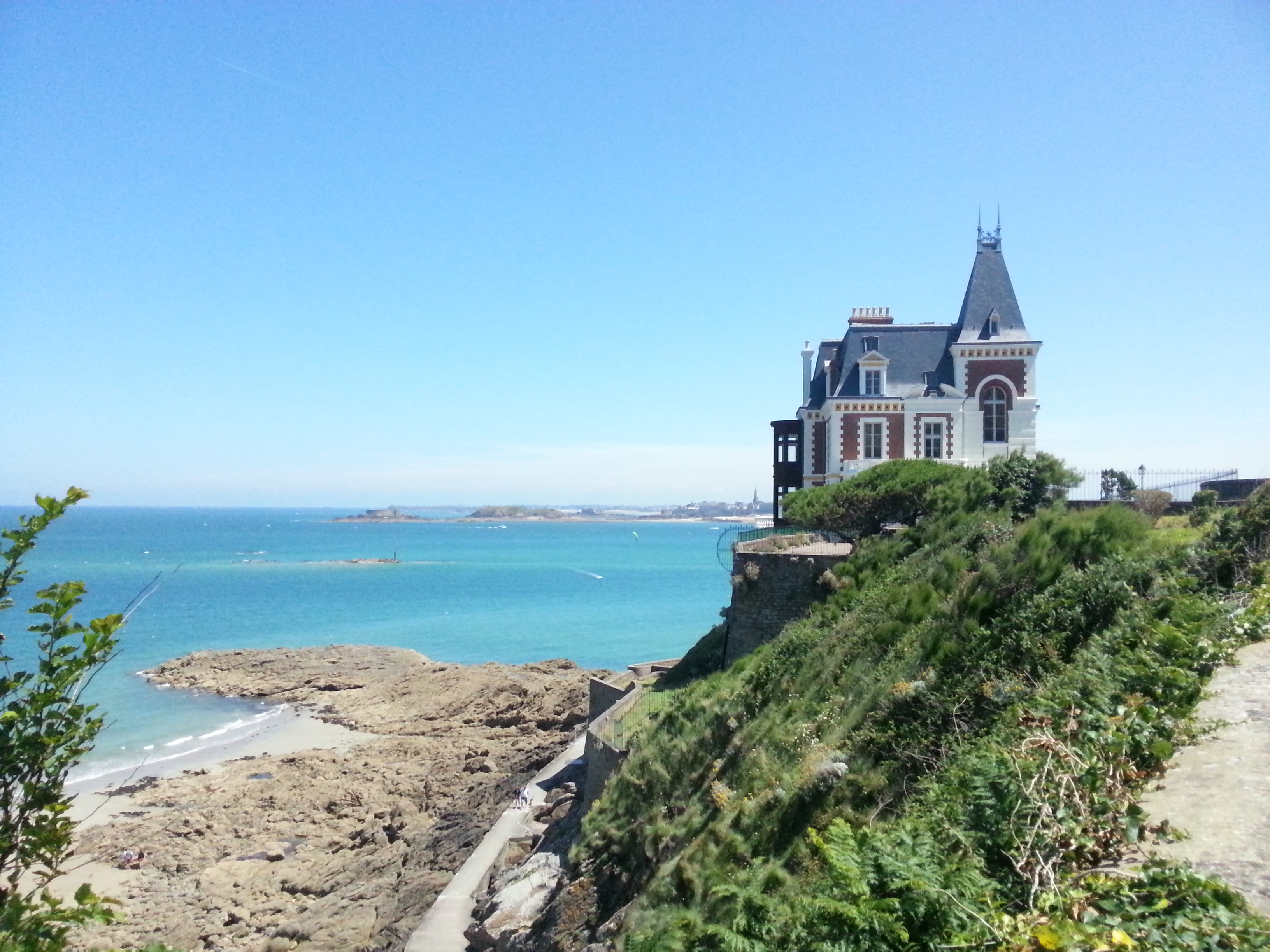

## Népesség
A település népességének változása:
| Lakosok száma | 9052 | 9590 | 10 430 | 10 644 | 9839 | 9936 | 10 027 | 10 148 | 10 235 | 10 407 |
|               | 1968 | 1982 | 1999   | 2006   | 2013 | 2015 | 2017   | 2018   | 2020   | 2022   |